# Dominicaines de la bienheureuse Imelda
Ne doit pas être confondu avec Dominicaines de la Bienheureuse Imelda de Slovaquie.
Les Dominicaines de la bienheureuse Imelda sont une congrégation religieuse féminine enseignante et hospitalière de droit pontifical. 

## Historique
En 1901, priant dans le sanctuaire de Notre-Dame du Rosaire de Fontanellato, le père Lorgna (1870-1928), dominicain et curé de l'église des Saints-Jean-et-Paul de Venise, a l’inspiration de créer une nouvelle congrégation. Il organise à Venise une confrérie de trois tertiaires dominicaines pour aider et soutenir les activités de la paroisse.
Le 30 octobre 1922, l’association est transformée en congrégation religieuse par le patriarche de Venise Pietro La Fontaine
et placée sous le patronage de la bienheureuse Imelda Lambertini, novice bolonaise dominicaine du XIVe siècle. La première supérieure est Catherine Boscolo. L'institut obtient l’approbation pontificale le 4 mars 1943 , il est définitivement approuvé par le Saint-Siège le 18 avril 1958.

## Activités et diffusion
Les Imeldines se consacrent à l'éducation des jeunes dans les écoles des différents niveaux et la spiritualité de l'institut est eucharistique. 
Elles sont présentes en: 
- Europe : Italie, Albanie.
- Amérique : Bolivie, Brésil, Mexique.
- Afrique : Cameroun.
- Asie : Indonésie, Philippines.

La maison-mère est à Rome.
En 2017, la congrégation comptait 253 religieuses réparties dans 38 maisons.